# Horsez 5: Jezdecký šampión
Horsez 5: Jezdecký šampión (ve francouzštině: Alexandra Ledermann : La Colline aux Chevaux Sauvages) je francouzská videohra od společnosti Phoenix Studio a vydavatele Ubisoft. Hra je součástí francouzské série her pojmenovaných po jezdkyni Alexandře Ledermannové. Pro český trh byla série vydávána pod názvem Horsez, Jezdecký šampión, je poslední z celkem pěti her vydaných pod tímto názvem.